# BLR (Unternehmen)
Die Dienstleistungsgesellschaft für Bayerische Lokal-Radioprogramme mbH & Co. KG (BLR) in Garching bei München beliefert die bayerischen Lokalradios seit dem 1. April 1991 mit bayerischen und überregionalen Programminhalten. Sie produziert unter anderem ein Mantelprogramm, einschließlich Musikplanung, das von den Radiostationen auch als Playlist bestellt werden kann, Nachrichten aus Bayern, Deutschland und der Welt (in verschiedenen Formaten), aktuelle Berichte über Politik, Sport, Kirche und Buntes sowie einzelne Rubriken wie Börse, Kino-Tipp und Wetter.

## Mantelprogramm
Das Mantelprogramm der BLR wird von vielen bayerischen Privatradiostationen vor allem in den Abend- und Nachtstunden sowie am Wochenende übernommen. Die stündlich produzierten Nachrichten werden von nahezu allen privaten Hörfunkprogrammen in Bayern übernommen. Außerdem bietet die BLR den Service, programmspezifische Senderkennungen in ihr Programm so einzupflegen, dass der Hörer den Eindruck erhält, es handle sich um ein regionales Programm.

## Finanzierung
Finanziert wird die BLR von den Lokalsendern, die einen Teil ihrer nationalen Werbeerlöse, die über die gemeinsame Vermarktung über die Bayerische Lokalradio-Werbung GmbH (BLW) generiert werden, an die BLR abtreten und sich durch die Programmzulieferung der BLR auf ihre lokalen Aufgaben konzentrieren. Die BLR wird von drei Gesellschaftern getragen, die selbst an zahlreichen Lokalradios beteiligt sind:
- die bayerischen Tageszeitungsverleger (mbt Mediengesellschaft der Bayerischen Tageszeitungen für Kabelkommunikation mbH & Co. – Radio 2000 KG)
- der Nürnberger Medienunternehmer Oschmann (RSG – Radio System & Service Handels- und Beratungsgesellschaft mbH)
- ein Konsortium aus bayerischen Medienunternehmen unter Führung der Burda Broadcasting Media (Studio Gong München GmbH & Co. Studiobetriebs KG)

Vereinzelt wird die Konzentration in der bayerischen Medienlandschaft im Allgemeinen und speziell in der lokalen Hörfunklandschaft mit Lokalsendern und BLR kritisiert. So werde ein Großteil der Medienunternehmen in Bayern von wenigen Unternehmen kontrolliert, heißt es.
Die BLR ist Mitglied im MedienCampus Bayern, dem Dachverband für die Medienaus- und -weiterbildung in Bayern.